# Ducato di Treviso

Italia bizantina e longobarda

Il Ducato di Treviso fu uno dei ducati istituiti dai Longobardi in Italia. Scarse le informazioni sulle sue vicende interne; durante il regno longobardo rivestì un peso politico rilevante soltanto a tratti e grazie alla personalità di qualche singolo duca, stretto com'era tra i vicini e ben più potenti ducati di Vicenza e del Friuli.

## Storia

### Il VI secolo
Incerta la data dell'istituzione del ducato, anche se è probabile che risalga all'epoca stessa della conquista longobarda dell'area, avvenuta già nelle prime fasi dell'invasione guidata da Alboino nel 568. Il ducato infatti figura già tra quelli che poco dopo il decennio d'interregno, intorno al 590, si ribellarono a re Autari, appoggiando la campagna congiunta di Franchi e Bizantini per eliminare il nuovo dominio longobardo in Italia. Il duca di Treviso, probabilmente già quell'Ulfari menzionato da Paolo Diacono nella sua Historia Langobardorum, si unì alla rivolta in una seconda fase (590), dopo che la prima offensiva franco-bizantina, appoggiata da una ventina di duchi longobardi, aveva ottenuto alcuni successi contro Autari, tanto da costringerlo a trincerarsi nella capitale, Pavia. Il sovrano però riuscì rapidamente a venire a capo della campagna militare, in quello stesso 590, costringendo alla ritirata gli invasori.
Ulfari si ribellò nuovamente pochi anni dopo, alla metà degli anni Novanta, al successore di Autari, Agilulfo. Capofila questa volta della rivolta, insieme ai duchi di Bergamo e di Verona, venne nuovamente sconfitto intorno al 602-603, quando Agilulfo assediò la capitale del ducato, la espugnò e imprigionò Ulfari. Il duca, questa volta, venne giustiziato.

### Il VII secolo
Poco meno di un secolo più tardi, il ducato fu nuovamente coinvolto in una ribellione contro il legittimo sovrano. Si trattava questa volta della sollevazione guidata da Alachis, duca di Trento, tra il 688 e il 689. Il ribelle riuscì a coagulare intorno a sé l'intera area orientale della Langobardia Maior (l'Austria), dove più forti erano le tendenze autonomiste, filo-ariane e militariste tra i duchi longobardi. Paolo Diacono precisa che Alachis sottomise le varie sedi ducali "in parte con le promesse, in parte con la forza" e, nel caso di Treviso, specifica che si trattò di un'occupazione. La rivolta fu comunque stroncata da lì a poco, nel 689, da re Cuniperto, che sconfisse e uccise l'usurpatore nella battaglia di Coronate.

### L'VIII secolo
Nell'VIII secolo si afferma nel ducato la presenza dei monaci benedettini. Nel 710 venne fondato a Casier il monastero di San Teonisto che dipendeva dall'Abbazia di San Zeno di Verona e a Lanzago, tra il 726 e il 727, venne edificata la chiesa di San Paolo, cui era annesso un piccolo monastero, dipendente dall'Abbazia di San Silvestro di Nonantola. 
Durante l'epoca ducale, Treviso era dotata di un'importante zecca per il conio delle monete. L'accrescimento della sua importanza e la sua strategica posizione geografica le valsero, sotto il regno di Desiderio, il privilegio di poter emettere tremissi aurei. La zecca continuò a operare anche dopo la caduta del regno longobardo (774), sotto i Carolingi. All'indomani della conquista della Langobardia Maior da parte di Carlo Magno, il duca di Treviso Stabilinio fu tra i promotori della rivolta contro l'imperatore guidata dal duca del Friuli, Rotgaudo (776); il re franco, tuttavia, stroncò agevolmente la ribellione. Proprio a Treviso Carlo Magno festeggiò la Pasqua il 14 aprile 776, a sanzione della sconfitta totale dei rivoltosi.

### Fonti primarie
- Paolo Diacono, Historia Langobardorum (Storia dei Longobardi, cura e commento di Lidia Capo, Lorenzo Valla/Mondadori, Milano 1992).

### Fonti secondarie
- Lidia Capo, Commento, in Paolo Diacono, Storia dei Longobardi, a cura di Lidia Capo, Milano, Lorenzo Valla/Mondadori, 1992, ISBN 88-04-33010-4.
- Jörg Jarnut, Storia dei Longobardi, traduzione di Paola Guglielmotti, Torino, Einaudi, 1995  [1982], ISBN 88-06-13658-5.
- Sergio Rovagnati, I Longobardi, Milano, Xenia, 2003, ISBN 88-7273-484-3.